# Атегіна

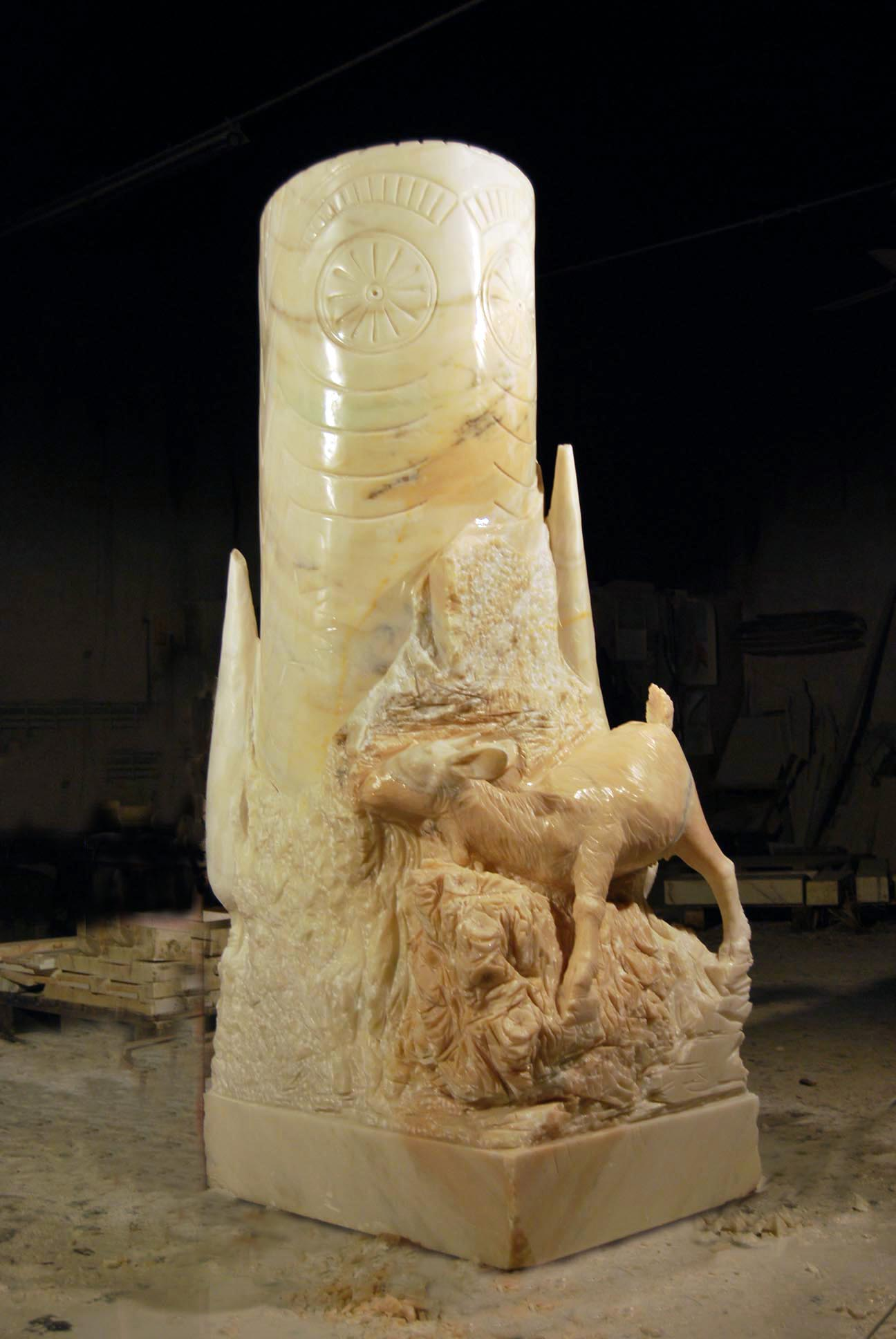
Атаеціна. Мармур, 210 × 93 × 72 см, музей мармуру в Португалії, 2008.

Атегі́на (лат. Ataegina), або Ате́ціна (лат. Ataecina, ісп. і порт. Atégina) — у міфології давніх народів Піренейського півострова богиня весни, родючості, природи. Вшановувалася іберами, лузітанами і кельтіберами. Аналог римської богині Прозерпіни.